# Kanadische Fußballnationalmannschaft (U-17-Juniorinnen)
Die kanadische U-17-Fußballnationalmannschaft der Frauen repräsentiert Kanada im internationalen Frauenfußball. Die Nationalmannschaft untersteht der Canadian Soccer Association und wird seit September 2021 von Emma Humphries trainiert.
Die Mannschaft tritt bei der U-17-Nord- und Zentralamerikameisterschaft und der U-17-Weltmeisterschaft für Canadian Soccer Association an. Hinter den USA zählt das Team mit einem Sieg und zwei zweiten Plätzen bei der Nord- und Zentralamerikameisterschaft zu den erfolgreichsten U-17-Nationalmannschaften der CONCACAF. Bei der U-17-Weltmeisterschaft erreichte die kanadische Auswahl mit dem Halbfinal-Einzug 2018 ihr bisher bestes Ergebnis.

## Turnierbilanz

### Weltmeisterschaft
| Jahr   | Gastgeber           | Platzierung   |
| ------ | ------------------- | ------------- |
| 2008   | Neuseeland          | Viertelfinale |
| 2010   | Trinidad und Tobago | Gruppenphase  |
| 2012   | Aserbaidschan       | Viertelfinale |
| 2014   | Costa Rica          | Viertelfinale |
| 2016   | Jordanien           | Gruppenphase  |
| 2018   | Uruguay             | Halbfinale    |
| 2021 1 | Indien 1            | – 1           |
| 2022   | Indien              | Gruppenphase  |

### Nord- und Zentralamerikameisterschaft
| Jahr   | Gastgeber                    | Platzierung                     |
| ------ | ---------------------------- | ------------------------------- |
| 2008   | Trinidad und Tobago          | 3. Platz                        |
| 2010   | Costa Rica                   | Nord- und Zentralamerikameister |
| 2012   | Guatemala                    | 2. Platz                        |
| 2013   | Jamaika                      | 2. Platz                        |
| 2016   | Grenada                      | 3. Platz                        |
| 2018   | Nicaragua Vereinigte Staaten | 3. Platz                        |
| 2020 2 | Mexiko 2                     | – 2                             |
| 2022   | Dominikanische Republik      | 3. Platz                        |

## Länderspiele
Folgende Pflichtländerspiele absolvierte die kanadische U-17-Nationalmannschaft seit ihrer Gründung:
| Datum         | Austragungsort  | Gegner                  | Ergebnis        | Anlass                                | Anmerkungen                                                 |
| ------------- | --------------- | ----------------------- | --------------- | ------------------------------------- | ----------------------------------------------------------- |
| 17. Juli 2008 | Bacolet         | Puerto Rico             | 3:0             | Nord- und Zentralamerikameisterschaft | Erstes Länderspiel; erster Sieg; erstes Spiel ohne Gegentor |
| 19. Juli 2008 | Bacolet         | Jamaika                 | 4:3             | Nord- und Zentralamerikameisterschaft |                                                             |
| 21. Juli 2008 | Bacolet         | Mexiko                  | 4:1             | Nord- und Zentralamerikameisterschaft |                                                             |
| 24. Juli 2008 | Macoya          | Costa Rica              | 0:2             | Nord- und Zentralamerikameisterschaft | Erste Niederlage; erstes Spiel ohne eigenes Tor             |
| 27. Juli 2008 | Macoya          | Mexiko                  | 1:0             | Nord- und Zentralamerikameisterschaft |                                                             |
| 28. Okt. 2008 | Auckland        | Neuseeland              | 1:0             | Weltmeisterschaft                     | Erstes Spiel bei einer Weltmeisterschaft                    |
| 1. Nov. 2008  | Auckland        | Kolumbien               | 1:1             | Weltmeisterschaft                     | Erstes Unentschieden                                        |
| 4. Nov. 2008  | Hamilton        | Dänemark                | 0:0             | Weltmeisterschaft                     | Erstes Spiel gegen eine europäische Mannschaft              |
| 8. Nov. 2008  | Wellington      | Deutschland             | 1:3             | Weltmeisterschaft                     |                                                             |
| 11. März 2010 | Alajuela        | Jamaika                 | 4:1             | Nord- und Zentralamerikameisterschaft | 10. Länderspiel                                             |
| 13. März 2010 | Alajuela        | Panama                  | 2:1             | Nord- und Zentralamerikameisterschaft |                                                             |
| 15. März 2010 | Alajuela        | Mexiko                  | 0:1             | Nord- und Zentralamerikameisterschaft |                                                             |
| 18. März 2010 | Alajuela        | Vereinigte Staaten      | 0:0 (5:3 i. E.) | Nord- und Zentralamerikameisterschaft | Erstes Elfmeterschießen                                     |
| 20. März 2010 | Alajuela        | Mexiko                  | 1:0             | Nord- und Zentralamerikameisterschaft | Finale der CONCACAF-Meisterschaft                           |
| 6. Sep. 2010  | Arima           | Ghana                   | 1:0             | Weltmeisterschaft                     |                                                             |
| 9. Sep. 2010  | Arima           | Irland                  | 0:1             | Weltmeisterschaft                     |                                                             |
| 13. Sep. 2010 | San Fernando    | Brasilien               | 0:2             | Weltmeisterschaft                     |                                                             |
| 2. Mai 2012   | Guatemala-Stadt | Panama                  | 6:0             | Nord- und Zentralamerikameisterschaft |                                                             |
| 4. Mai 2012   | Guatemala-Stadt | Jamaika                 | 4:0             | Nord- und Zentralamerikameisterschaft |                                                             |
| 6. Mai 2012   | Guatemala-Stadt | Guatemala               | 6:1             | Nord- und Zentralamerikameisterschaft |                                                             |
| 10. Mai 2012  | Guatemala-Stadt | Mexiko                  | 1:0             | Nord- und Zentralamerikameisterschaft |                                                             |
| 12. Mai 2012  | Guatemala-Stadt | Vereinigte Staaten      | 0:1             | Nord- und Zentralamerikameisterschaft | Finale der CONCACAF-Meisterschaft                           |
| 22. Sep. 2012 | Baku            | Nigeria                 | 1:1             | Weltmeisterschaft                     |                                                             |
| 25. Sep. 2012 | Baku            | Kolumbien               | 1:0             | Weltmeisterschaft                     |                                                             |
| 29. Sep. 2012 | Baku            | Aserbaidschan           | 1:0             | Weltmeisterschaft                     | 25. Länderspiel                                             |
| 4. Okt. 2012  | Baku            | Nordkorea               | 1:2             | Weltmeisterschaft                     |                                                             |
| 31. Okt. 2013 | Montego Bay     | Guatemala               | 8:0             | Nord- und Zentralamerikameisterschaft |                                                             |
| 2. Nov. 2013  | Montego Bay     | Trinidad und Tobago     | 11:0            | Nord- und Zentralamerikameisterschaft | Höchster Sieg                                               |
| 4. Nov. 2013  | Montego Bay     | Vereinigte Staaten      | 0:2             | Nord- und Zentralamerikameisterschaft |                                                             |
| 7. Nov. 2013  | Montego Bay     | Jamaika                 | 5:0             | Nord- und Zentralamerikameisterschaft |                                                             |
| 9. Nov. 2013  | Montego Bay     | Mexiko                  | 0:0 (2:4 i. E.) | Nord- und Zentralamerikameisterschaft | Finale der CONCACAF-Meisterschaft                           |
| 15. März 2014 | Liberia         | Deutschland             | 2:2             | Weltmeisterschaft                     |                                                             |
| 18. März 2014 | Liberia         | Nordkorea               | 1:1             | Weltmeisterschaft                     |                                                             |
| 22. März 2014 | Tibás           | Ghana                   | 2:1             | Weltmeisterschaft                     |                                                             |
| 27. März 2014 | San José        | Venezuela               | 2:3             | Weltmeisterschaft                     |                                                             |
| 3. März 2016  | St. George’s    | Guatemala               | 3:0             | Nord- und Zentralamerikameisterschaft |                                                             |
| 5. März 2016  | St. George’s    | Grenada                 | 7:0             | Nord- und Zentralamerikameisterschaft |                                                             |
| 7. März 2016  | St. George’s    | Haiti                   | 1:2             | Nord- und Zentralamerikameisterschaft |                                                             |
| 11. März 2016 | St. George’s    | Vereinigte Staaten      | 0:5             | Nord- und Zentralamerikameisterschaft | Höchste Niederlage                                          |
| 13. März 2016 | St. George’s    | Haiti                   | 4:2             | Nord- und Zentralamerikameisterschaft |                                                             |
| 30. Sep. 2016 | Irbid           | Kamerun                 | 3:2             | Weltmeisterschaft                     |                                                             |
| 3. Okt. 2016  | Amman           | Deutschland             | 1:1             | Weltmeisterschaft                     |                                                             |
| 7. Okt. 2016  | Amman           | Venezuela               | 0:2             | Weltmeisterschaft                     |                                                             |
| 20. Apr. 2018 | Managua         | Bermuda                 | 3:0             | Nord- und Zentralamerikameisterschaft |                                                             |
| 6. Juni 2018  | Bradenton       | Costa Rica              | 2:1             | Nord- und Zentralamerikameisterschaft |                                                             |
| 8. Juni 2018  | Bradenton       | Vereinigte Staaten      | 0:1             | Nord- und Zentralamerikameisterschaft |                                                             |
| 10. Juni 2018 | Bradenton       | Mexiko                  | 1:2             | Nord- und Zentralamerikameisterschaft |                                                             |
| 12. Juni 2018 | Bradenton       | Haiti                   | 2:1             | Nord- und Zentralamerikameisterschaft |                                                             |
| 14. Nov. 2018 | Montevideo      | Kolumbien               | 3:0             | Weltmeisterschaft                     | Höchster Sieg bei einer Weltmeisterschaft                   |
| 17. Nov. 2018 | Montevideo      | Südkorea                | 2:0             | Weltmeisterschaft                     | 50. Länderspiel                                             |
| 21. Nov. 2018 | Montevideo      | Spanien                 | 0:5             | Weltmeisterschaft                     | Höchste Niederlage                                          |
| 25. Nov. 2018 | Montevideo      | Deutschland             | 1:0             | Weltmeisterschaft                     | Erster Sieg gegen eine europäische Mannschaft               |
| 28. Nov. 2018 | Montevideo      | Mexiko                  | 0:1             | Weltmeisterschaft                     |                                                             |
| 1. Dez. 2018  | Montevideo      | Neuseeland              | 1:2             | Weltmeisterschaft                     |                                                             |
| 24. Apr. 2022 | Santo Domingo   | Dominikanische Republik | 10:0            | Nord- und Zentralamerikameisterschaft |                                                             |
| 26. Apr. 2022 | Santo Domingo   | Bermuda                 | 5:0             | Nord- und Zentralamerikameisterschaft |                                                             |
| 28. Apr. 2022 | San Cristóbal   | Jamaika                 | 1:1             | Nord- und Zentralamerikameisterschaft |                                                             |
| 1. Mai 2022   | Santo Domingo   | Honduras                | 4:1             | Nord- und Zentralamerikameisterschaft |                                                             |
| 4. Mai 2022   | San Cristóbal   | Costa Rica              | 3:0             | Nord- und Zentralamerikameisterschaft |                                                             |
| 6. Mai 2022   | Santo Domingo   | Vereinigte Staaten      | 0:3             | Nord- und Zentralamerikameisterschaft |                                                             |
| 8. Mai 2022   | Santo Domingo   | Puerto Rico             | 3:0             | Nord- und Zentralamerikameisterschaft |                                                             |
| 12. Okt. 2022 | Margao          | Frankreich              | –:–             | Weltmeisterschaft                     |                                                             |
| 15. Okt. 2022 | Margao          | Japan                   | –:–             | Weltmeisterschaft                     |                                                             |
| 18. Okt. 2022 | Navi Mumbai     | Tansania                | –:–             | Weltmeisterschaft                     |                                                             |